# Stazione di Luján
La stazione di Luján (Estación Luján in spagnolo) è una stazione ferroviaria della linea Sarmiento situata nell'omonima cittadina argentina della provincia di Buenos Aires.

## Storia
La stazione fu aperta al traffico il 23 maggio 1864. Nel 1899 fu attivato un ramo lungo 2 km volto a favorire l'afflusso di pellegrini verso la Basilica di Luján. tale segmento fu poi disattivato nel 1955.